# Marcel Ballot
Marcel Ballot (* 17. Juni 1900 in Iași; † 13. Oktober 1935 in Paris) war ein französischer Autorennfahrer. 

## Karriere als Rennfahrer
Marcel Ballot startete 1926 als Partner von Philippe Morac beim 24-Stunden-Rennen von Le Mans. Die beiden Franzosen bestritten das Langstreckenrennen auf einem Werks-E.H.P. Type DS, der nach 62 gefahrenen Runden wegen eines Motorschadens ausfiel.

## Statistik

### Le-Mans-Ergebnisse
| Jahr | Team                          | Fahrzeug       | Teamkollege    | Platzierung | Ausfallgrund |
| ---- | ----------------------------- | -------------- | -------------- | ----------- | ------------ |
| 1926 | Etablissements Henri Precioux | E.H.P. Type DS | Philippe Morac | Ausfall     | Motorschaden |